# Любов земна
«Любов земна» (рос. «Любовь земная») — радянський художній фільм, знятий у 1974 році режисером Євгеном Матвєєвим. Соціальна мелодрама за мотивами роману Петра Проскуріна «Доля». Продовження фільму під назвою «Доля» було знято у 1977 році.

## Сюжет
Голові колгоспу Захару Дерюгіну далеко за тридцять, він одружений і виховує чотирьох синів. Однак трапляється в його житті пізня любов до молодої односелиці Мані Поливанової. Паралельно розвивається роман між сестрою Дерюгіна Катериною і секретарем райкому партії Брюхановим. У фільмі показано життя радянського села 1930-х років.

## У ролях
- Євген Матвєєв —  Захар Тарасович Дерюгін, голова колгоспу
- Зінаїда Кирієнко —  Єфросинія, дружина Дерюгіна
- Ольга Остроумова —  Маня Поливанова
- Валерія Заклунна —  Катерина, сестра
- Юрій Яковлєв —  Тихон Іванович Брюханов, секретар райкому
- Володимир Самойлов —  Родіон Анісімов, голова сільради
- Ірина Скобцева —  Ліза, дружина Анісімова
- Віктор Хохряков —  Олег Максимович Чубарєв, начальник будівництва моторного заводу
- Олександр Потапов —  Микита Бобок
- Валентина Ушакова —  Нюрка Бобок
- Станіслав Чекан —  Кошев
- Муза Крепкогорська —  Варя Чорна
- Валентин Брилєєв —  Куделін
- Юрій Леонідов —  Тихомиров, начальник районного відділу НКВС
- Вадим Спиридонов —  Федір Макашин, колишній кулак
- Валентина Владимирова —  Ніна Іванівна, секретар Брюханова
- Лідія Ольшевська —  Авдотья, мати Захара
- Володимир Носик —  Юрка
- Валентин Черняк —  Куликов, новий голова
- Олександр Вігдоров —  Дмитро, брат Мані
- Володимир Плотников —  Кир'ян, брат Мані
- Микола Юдін —  дід Макар
- Олександр Лебедєв —  Семен
- Валентина Клягина —  Надя
- Микола Вікулін —  Ваня Дерюгін
- Микола Бармін —  член бюро райкому
- Олексій Бахарь —  співробітник НКВС
- Іван Бондар —  Прошка
- Зоя Василькова —  Ємельянова
- Володимир Гуляєв —  Смирнов, член райкому
- Анатолій Дегтяр —  постачальник
- Зоя Ісаєва —  колгоспниця
- Олександр Лук'янов —  колгоспник
- Іван Матвєєв —  колгоспник
- Юрій Мартинов —  член райкому
- Григорій Михайлов —  працівник будівництва
- Віктор Маркін —  епізод
- Дмитро Орловський —  член райкому
- Володимир Піцек —  викликаний на бюро райкому
- Микола Сморчков —  Василь Семенович, виконроб
- Любов Соколова —  член райкому
- Віктор Уральський —  чоловік в приймальні
- Роман Філіппов —  Батурін, директор цементного заводу
- Віктор Шульгін —  член райкому

## Знімальна група
- Режисер-постановник: Євген Матвєєв
- Автори сценарію: Петро Проскурін, Валентин Черних, Євген Матвєєв
- Оператори-постановники: Геннадій Цекавий, Віктор Якушев
- Художник-постановник: Семен Валюшок
- Композитор: Євген Птічкін, Роберт Рождественський